# Megaselia praeminens
Megaselia praeminens är en tvåvingeart som beskrevs av Rudolf Beyer 1965. Megaselia praeminens ingår i släktet Megaselia och familjen puckelflugor. Inga underarter finns listade i Catalogue of Life.